# The Arctic Challenge

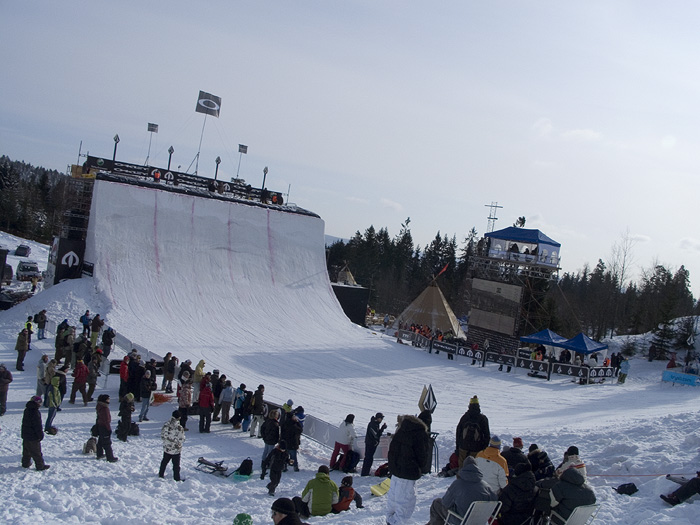
Esta imagen representa un halfpipe de gran escala ubicado en un entorno nevado, utilizado durante un evento de snowboard.

The Arctic Challenge es un concurso de snowboard dispuestos para y por los propios riders. Fue iniciado por snowboarders profesionales Noruegos Daniel Franck y Terje Håkonsen. El concurso fue establecido como una alternativa a las antiguas competiciones que se habían convertido simples y dirigidas por los horarios y direcciones de la cobertura televisiva, los principales patrocinadores y otras fuerzas externas. Se llevó a cabo anteriormente la condición de la final por el "World Snowboard Tour", y se mantiene en Noruega al año - por lo general en un lugar al norte del Círculo polar ártico.
Desde 2005, el "TAC", como se denomina a menudo, se trasladó a Oslo y se ha integrado en el TTR World Snowboard Tour en el nivel de 5 estrellas. Oslo se encuentra al sur del círculo polar ártico, y por lo tanto no está en el ártico.
Debido a su gran éxito la temporada pasada se ha movido al nivel 6 estrellas TTR, el más alto estado de un evento puede tener en el Circuito Mundial, dando 1,000 puntos TTR de clasificación al ganador y 100.000 dólares en total de premios en la actualidad es el único evento nominal 6 estrellas propiedad de un piloto profesional.
En el Arctic Challenge 2007, el organizador y leyenda snowboard, Terje Håkonsen rompió el récord de aire más alta de quarterpipe con 9,8 m por encima del labio (parte superior del obstáculo), establecido por Heikki Sorsa en 9,3 m en el año 2001.